# Vilarouco
Vilarouco est un village du Portugal, dans le concelho de São João da Pesqueira, avec 411 habitants, situé près du Douro et du rio Torto.

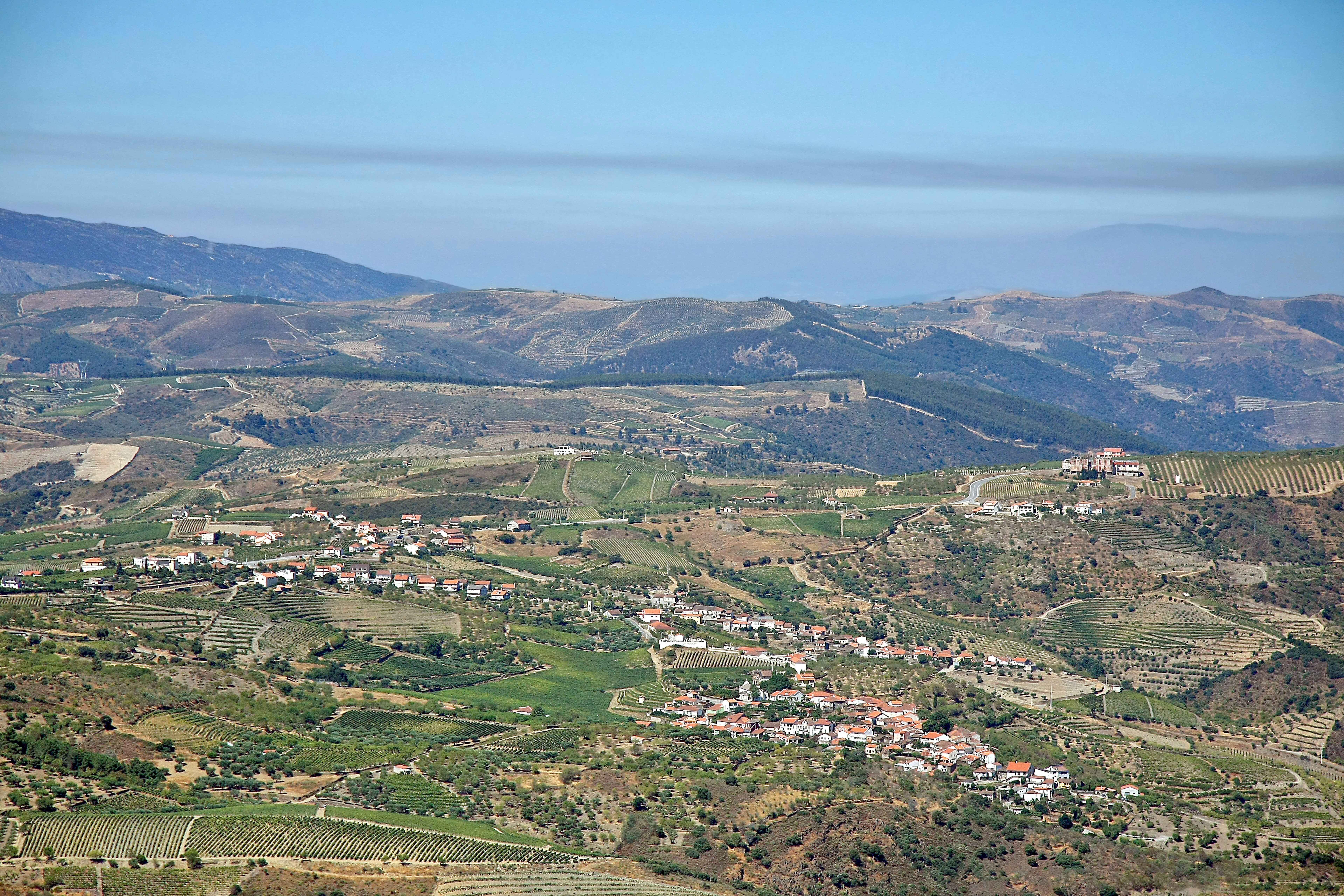
Vilarouco et Vidigal vus du Miradouro da Senhora do Viso - Portugal

Il rassemble les localités de Senhora da Estrada et Vidigal, Sao Bartolomeu do Vilarouco (son ancien nom), et produit du porto, de l'huile d'olive, des amandes.
Beaucoup de ses habitants émigrèrent en France ou Belgique.
Il y a une fontaine d'époque romaine et une église baroque du XVIIIe siècle qui est plus grande que l'église de São João da Pesqueira, démontrant par là que Vilarouco fut jadis plus grande. Sa fête annuelle a lieu le jour de la Saint Barthélémy, le 24 août.